# Лейес, Нери
Нери Лейес (исп. Nery Leyes; родился 5 сентября 1989 года, Ушуая, Аргентина) — аргентинский футболист, защитник клуба «Эстудиантес» (Рио-Куарто).

## Клубная карьера
Лейес — воспитанник клуба «Тальерес». В 2010 году он дебютировал за основной состав. В 2013 году Нери помог команде выйти во вторую лигу Аргентины. 3 августа в матче против «Атлетико Сармьенто» он дебютировал в Примере B. Летом 2014 года Лейес перешёл в «Дефенса и Хустисия». 16 августа в матче против «Банфилда» он дебютировал в аргентинской Примере. В конце 2016 года его контракт с клубом истек и Нери на правах свободного агента присоединился к «Атлетико Тукуман». 8 февраля в матче против «Расинга» из Авельянеды он дебютировал за новую команду. По итогам сезона клуб занял пятое место и получил право участие в международных соревнованиях. 1 февраля 2017 года в матче против эквадорского «Эль Насьональ» он дебютировал в Кубке Либертадорес.